# Nowoarchanhelsk
Nowoarchanhelsk (ukrainisch Новоархангельськ; russisch Новоархангельск Nowoarchangelsk) ist eine Siedlung städtischen Typs in der Oblast Kirowohrad, Ukraine mit etwa 6020 Einwohnern. Sie befindet sich am Fluss Synjucha (Синюха), bis Juli 2020 war sie das Verwaltungszentrum des gleichnamigen Rajons Nowoarchanhelsk. Auf dem gegenüberliegenden Flussufer liegt das Dorf Torhowyzja.

## Geschichte

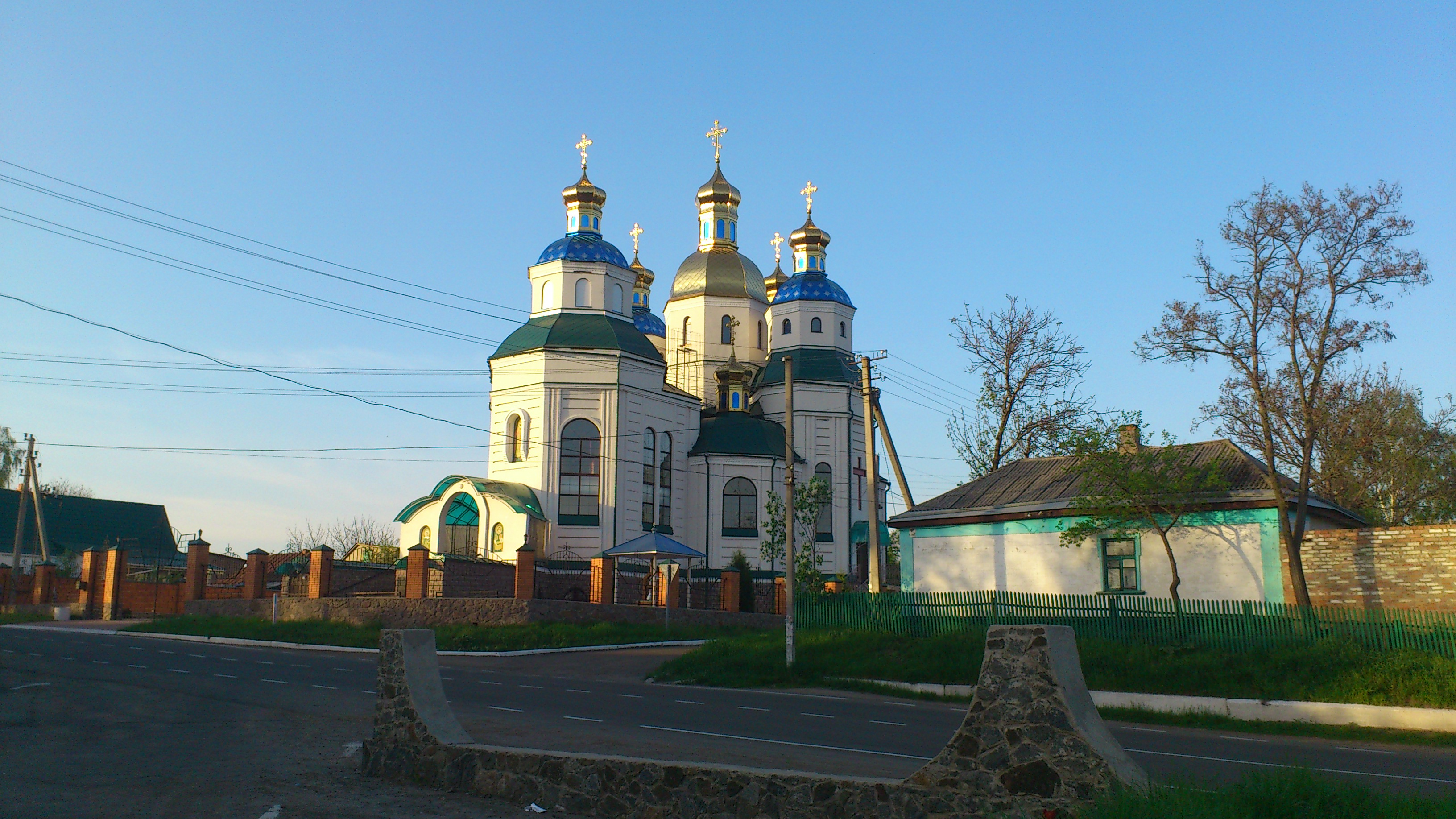
Kirche in Nowoarchanhelsk

Die Siedlung wurde durch den Kosaken des Mirhoroder Regiments Swenihorodskyj (Звенигородський) im Jahr 1742 gegründet. Die Hauptbewohner der Siedlung waren die Kosaken, sowie Flüchtlinge. 1876 wurden hier 60 Höfe gezählt.
Die Räteregierung in Nowoarchanhelsk wurde im Januar 1918 ausgerufen, aber schon Anfang April wurde der Ort von österreichisch-deutschen Truppen besetzt und später durch die Petljura-Anhänger ersetzt. Nach ihrer Zerschlagung wurde der Sowjet im März 1919 wiederhergestellt. Im August des gleichen Jahres wurde das Dorf aber durch Denikin-Anhänger besetzt; die Gutsbesitzer kehrten zurück und es kam zu einer erneuten Umverteilung der Macht sowie auch zu Pogromen gegen die jüdische Bevölkerung. Im Januar 1920 vertrieb die Rote Armee die Denikin-Leute aus dem Dorf, es kam jedoch noch einige Zeit zu Scharmützeln mit den Resten der Petljura-Anhängerschaft, die nach wie vor in der Region agierten. Im Frühling des Jahres 1920 war die Macht der Bolschewiki endgültig durchgesetzt.
Die Kampfhandlungen des Zweiten Weltkrieges erreichten den Ort Anfang August 1941. Während der deutschen Okkupation gab es eine örtliche Untergrundbewegung sowie   aus Kriegsgefangenen und einheimischer  Bevölkerung geschaffenen Partisanenabteilungen. Mitte März 1944 wurde Nowoarchanhelsk von der Roten Armee zurückerobert.
Seit 1957 hat der Ort den Status einer Siedlung städtischen Typs.

## Verwaltungsgliederung
Am 12. Juni 2020 wurde die Siedlung zum Zentrum der neugegründeten Siedlungsgemeinde Nowoarchanhelsk (Новоархангельська селищна громада/Nowoarchanhelska selyschtschna hromada). Zu dieser zählen die 20 in der untenstehenden Tabelle aufgelisteten Dörfer, bis dahin bildete sie zusammen mit den Dörfern Komyschewe, Losuwatka, Schuriwka, Soldatske und Synjucha die gleichnamige Siedlungsratsgemeinde Nowoarchanhelsk (Новоархангельська селищна рада/Nowoarchanhelska selyschtschna rada) im Zentrum des Rajons Nowoarchanhelsk.
Am 17. Juli 2020 kam es im Zuge einer großen Rajonsreform zum Anschluss des Rajonsgebietes an den Rajon Holowaniwsk.
Folgende Orte sind neben dem Hauptort Nowoarchanhelsk Teil der Gemeinde:
| Name                     | Name              | Name                                    |
| ukrainisch transkribiert | ukrainisch        | russisch                                |
| ------------------------ | ----------------- | --------------------------------------- |
| Dykowytschewe            | Диковичеве        | Диковичево (Dikowitschewo)              |
| Hanniwka                 | Ганнівка          | Анновка (Annowka)                       |
| Holubenka                | Голубенка         | Голубенка (Golubenka)                   |
| Kaharlyk                 | Кагарлик          | Кагарлык (Kagarlyk)                     |
| Kamjanetsche             | Кам’янече         | Каменечье (Kamenetschje)                |
| Komyschewe               | Комишеве          | Камышёво (Kamyschowo)                   |
| Krynytschky              | Кринички          | Кринички (Krinitschki)                  |
| Lewkiwka                 | Левківка          | Левковка (Lewkowka)                     |
| Losuwatka                | Лозуватка         | Лозоватка (Losowatka)                   |
| Marjaniwka               | Мар’янівка        | Марьяновка (Marjanowka)                 |
| Nowopetriwka             | Новопетрівка      | Новопетровка (Nowopetrowka)             |
| Sabowe                   | Сабове            | Сабово (Sabowo)                         |
| Schuriwka                | Журівка           | Журавка (Schurawka)                     |
| Skalewa                  | Скалева           | Скалевая (Skalewaja)                    |
| Skaliwski Chutory        | Скалівські Хутори | Скалевские Хутора (Skalewskije Chutora) |
| Soldatske                | Солдатське        | Солдатское (Soldatskoje)                |
| Swerdlykowe              | Свердликове       | Свердликово (Swerdlikowo)               |
| Synjucha                 | Синюха            | Синюха (Sinjucha)                       |
| Torhowyzja               | Торговиця         | Торговица (Torgowiza)                   |
| Tscherwinka              | Червінка          | Червинка                                |

## Söhne und Töchter der Ortschaft
- Wladimir Gelfand (1923–1983), Tagebuchschreiber und sowjetischer Soldat im Zweiten Weltkrieg
- Andrij Hulyj-Hulenko (* 1886), ukrainischer Offizier und Partisanenführer
- Jewhen Malanjuk (1897–1968), ukrainischer Dichter, Journalist, Essayist, Literatur- und Kunstkritiker, Übersetzer und Offizier